# Kučičino
Kučičino (makedonsky: Кучичино) je vesnice v Severní Makedonii. Nachází se v opštině Češinovo-Obleševo ve Východním regionu.

## Geografie
Vesnice se nachází v poměrně rovinaté oblasti, v údolí Kočanska kotlina. Na východ od města se nachází hora Plačkovica, vedle ní protéká řeka Bregalnica. Vesnice leží v nadmořské výšce 460 metrů.

## Historie
Na konci 19. století vesnice patřila Osmanské říši. Podle bulharského etnografa a spisovatele Vasila Kančova zde v roce 1900 žilo 350 obyvatel, hlásících se k makedonské národnosti a křesťanské víře.
Během 20. století byla vesnice součástí Jugoslávie, konkrétně Makedonské socialistické republiky.

## Demografie
Podle sčítání lidu z roku 2002 žije ve vesnici 546 obyvatel hlásících se k makedonské národnosti.
| 1900 | 1905 | 1948 | 1953 | 1961 | 1971 | 1981 | 1991 | 1994 | 2002 |
| ---- | ---- | ---- | ---- | ---- | ---- | ---- | ---- | ---- | ---- |
| 350  | 400  | 567  | 670  | 759  | 848  | 801  | 628  | 610  | 546  |